# Gérard Laenen
Pour les articles homonymes, voir Laenen.
Gérard Laenen est un artiste peintre et sculpteur belge né à Malines en 1899, mort à Etterbeek en 1980.

## Biographie
Gérard Laenen est élève du peintre Jean Guillaume Rosier (1858-1931) et du sculpteur Theo Blickx (1875-1963) à l'Académie des Beaux-arts de Malines, puis du peintre Constant Montald (1862-1944) et du sculpteur Victor Rousseau (1865-1854) à l'Académie royale des beaux-arts de Bruxelles.
Il séjourne en Inde, en Birmanie et au Siam en 1931-1932 et y peint une suite de paysages intitulée Verloren Paradijs (Le Paradis perdu), après quoi « sa peinture s'oriente vers une figuration à caractère fantastique ».
On observe de la sorte qu'« il crée son propre univers habité de figures et d'objets fantastiques projetés dans un univers onirique. Il entremêle l'abstraction et le surréalisme dans de vastes paysages paisibles ».

## Expositions

### Expositions personnelles
- Gérard Laenen, La Petite Galerie, Bruxelles, 1941[4].
- Gérard Laenen, Galerie Albert-1er, Bruxelles, mai 1958[5].

### Expositions collectives
- 25e anniversaire - Soixante artistes de 1952 à 1977, Galerie Albert-1er, Bruxelles, 1977[5].

## Réception critique
- « De ses multiples voyages en Inde, en Birmanie et au Siam, ce peintre belge a rapporté de nombreux documents dont il se servait pour réaliser de grands panneaux décoratifs dans le style Art Déco des années 1930-1840. » - Gérald Schurr[6]
- « Artiste visionnaire, il mêle abstraction et surréalisme dans des paysages planétaires et silencieux, issus de l'imagination. » - Brigitte De Clercq[1]

## Collections publiques
- Musées royaux des Beaux-Arts de Belgique, Bruxelles, trois œuvres.